# I ragazzi del retrobottega
I ragazzi del retrobottega (The Small Back Room) è un film del 1949 diretto da Michael Powell e Emeric Pressburger, basato sul romanzo del 1943 The Small Back Room di Nigel Balchin. 
Il titolo vuol essere un omaggio agli eroi sconosciuti della Seconda guerra mondiale, che operarono "dietro le quinte" o "nei retrobottega".

## Trama
Sammy Rice è uno scienziato britannico  che durante la Seconda guerra mondiale lavora "in un retrobottega" a Londra con una squadra specializzata come esperto di sistemi d'innesco. Rice è amareggiato perché ritiene che le ricerche siano gestite dai militari senza le necessarie competenze e per di più soffre di dolori provocati dalla sua protesi al piede. Gli antidolorifici che gli sono stati prescritti non sono efficaci, e l'abuso di bevande alcoliche, che usa come analgesici, l'ha condotto all'alcolismo. La sua fidanzata Susan, che svolge le mansioni di segretaria, sopporta il suo atteggiamento di autocommiserazione e autodistruzione finché può, ma alla fine lo lascia, dicendogli che gli manca la volontà di uscire dalla sua condizione.
Rice è coinvolto dal capitano Stuart nella ricerca di una soluzione al problema delle piccole trappole esplosive lanciate da aerei tedeschi, che hanno ucciso quattro persone, di cui tre bambini. Alcune informazioni utili sono ottenute da un giovane soldato ferito in modo letale; altre due mine, dall'aspetto di comuni thermos, vengono reperite a Chesil Beach. Stuart è il primo ad arrivare sul posto ma ha difficoltà a contattare Rice al telefono perché lo scienziato, dopo che Susan l'ha lasciato, si trova derelitto, arrabbiato e ubriaco. Rice comunque si riscuote e si reca a Chesil Beach, imparando che Stuart ha cercato di disinnescare una delle mine ed è stato investito dall'esplosione, perdendo la vita. Rice si mette allora a lavorare alla seconda mina dopo aver ascoltato le annotazioni che Stuart ha dettato a un'ausiliaria durante il suo tentativo. Scopre che la mina consiste in realtà di due trappole esplosive, non di una sola, e fa in modo di disinnescarle entrambe.
Quando Rice torna a Londra ha recuperato parte della sua autostima grazie al suo successo, e gli viene offerto un ruolo di responsabilità come capo di una nuova unità di ricerca scientifica dell'esercito, che egli accetta. Susan torna da lui e insieme si recano al suo appartamento, dove scopre che la donna ha riparato e risistemato tutte le cose che aveva distrutto mentre era ubriaco.

## Produzione
I ragazzi del retrobottega segnò il ritorno di Powell e Pressburger col produttore Alexander Korda, dopo un periodo alla Rank Organisation durante il quale, tra le altre cose, avevano realizzato Scarpette rosse. Il film fu girato in vari studi differenti: Denham Film Studios nel Buckinghamshire, Worton Hall Studios a Isleworth nel Middlesex e Shepperton Studios a Shepperton nel Surrey. Le riprese in esterni si svolsero a Chesil Beach, alla cappella di Santa Caterina  e alla stazione ferroviaria ad Abbotsbury (Regno Unito) nel Dorset, a  Stonehenge e al Victoria Embankment di Londra.
Nella sua autobiografia A Life in Movies, Michael Powell riconobbe l'influenza di film dell'Espressionismo tedesco come Nosferatu il vampiro nel fargli realizzare film come Scarpette rosse, I racconti di Hoffmann e i ragazzi del retrobottega.

## Distribuzione
Il film uscì il 21 febbraio 1949 nel Regno Unito e il 1º febbraio 1952, col titolo Hour of Glory, negli Stati Uniti. In Italia non uscì al cinema ma arrivò solo sul piccolo schermo.

## Accoglienza

### Incassi
Il film incassò 129 732 sterline nel Regno Unito.

### Critica
La recensione di Variety dichiarò che sebbene il film mancasse delle "trovate di produzione solitamente associate a Powell e Pressburger", era nondimeno "un'opera di sapiente artigianato". Apprezzò l'interpretazione di David Farrar come "il suo ruolo migliore", e lodò l'attenta distribuzione delle parti secondarie.

## Riconoscimenti
I ragazzi del retrobottega fu candidato per i premi BAFTA del 1950 come "Miglior film britannico".